# Sorsele
Sorsele (em lapão do Ume: Suorssá) é uma cidade da Suécia da província da Lapônia, do condado da Bótnia Setentrional, da comuna de Sorsele, onde é capital. Segundo censo de 2005, tinha 1 288 habitantes, enquanto segundo censo de 2010 tinha 1 277. É atravessada pelo rio Vindel, pela estrada europeia E45 e via férrea Interior. A 15 quilômetros, há a estação de esqui Nalovardo.